# Cyathea decomposita
Cyathea decomposita là một loài thực vật có mạch trong họ Cyatheaceae. Loài này được (Karsten) Domin mô tả khoa học đầu tiên năm 1929.